# Ligne 1 du métro de Naples
Pour les articles homonymes, voir Ligne 1.
La ligne 1 du métro de Naples est une des trois lignes du réseau métropolitain de Naples. Cette ligne relie la ville du nord-ouest, avec son terminus Piscinola-Scampia, au sud-est, avec son terminus Centro Direzionale. Elle est gérée par la société Azienda Napoletana Mobilità (ANM).
Le tronçon opérationnel affiche une fréquence moyenne annoncée de 8 minutes (de 6 h 00 à 21 h 00), tandis que dans les plages horaires restantes (de 21 h 00 à la fin du service), la fréquence est de 15 minutes,.
La ligne s'étend sur 20,4 km avec 20 stations, pour un temps de trajet de 33 minutes. La majeure partie du parcours est souterraine, à l'exception de la section Colli Aminei-Piscinola-Scampia, qui se développe sur un viaduc et comprend des stations surélevées. La ligne 1 est également connue sous le nom de « métro collinaire », car elle dessert plusieurs zones collinaires de la ville, telles que le Vomero, Colli Aminei et la zone hospitalière.
En janvier 2025, les tronçons reliant Centro Direzionale à Capodichino et Piscinola-Scampia à Di Vittorio sont en construction afin de compléter l'anneau.
Elle croise la ligne 2 dans les stations de Napoli Piazza Garibaldi à Garibaldi et de Napoli Piazza Cavour à Museo ; la ligne 6 à la station Municipio et la ligne 11 à Piscinola-Scampia.
En 2009, pour ses stations d'art, la ligne 1 a reçu à Londres le prix Most Innovative Approach to Station Development Award, se distinguant parmi plus de trois cents concurrents.

## Histoire

### Les origines
En 1963, l'Ente Autonomo Volturno (EAV) propose à la municipalité de Naples un projet de funiculaire reliant le Vomero au Musée ; cependant, la Commission Communale des Transports envisage également d'autres solutions alternatives au funiculaire. Vers le milieu de la décennie, l'idée de concevoir et de construire un véritable métro est débattue. En janvier 1966, l'EAV présente un projet visant à relier la Piazza Matteotti à la Piazza Medaglie d'Oro, avec une extension possible jusqu'à la zone hospitalière et les Colli Aminei. L'année suivante, la municipalité approuve l'idée et accorde "carte blanche" à l'EAV pour sa réalisation. Entre-temps, l'EAV constitue une commission chargée de l'étude d'une ligne de métro.
Le métro devait mesurer environ 4,5 kilomètres et comporter 12 stations (avec une distance moyenne de 375 mètres entre chaque station). Après un an et demi, la municipalité approuve le projet, mais le jour même de cette approbation, l'EAV propose une version mise à jour du plan et demande également la concession pour la construction et l'exploitation. Cette demande est toutefois refusée.
Entre 1968 et 1971, d'autres acteurs interviennent : l'ATM tente de trouver une alternative au funiculaire, tandis que l'ATAN présente un projet préliminaire. En 1970, une demande de financement est déposée, mais celle-ci est rejetée en raison de l'absence d'un plan global de transport intégré. Ainsi, les idées liées au projet préliminaire échouent. L'année suivante, des financements sont finalement obtenus pour la réalisation, à hauteur de 42 milliards de lires, avec pour condition de prolonger la liaison jusqu'à la gare centrale. Bien que le projet ait été réalisé sur le papier, l'État gèle les fonds, et il ne verra jamais le jour.

## Patrimoine artistique et archéologique

### Stations d'art

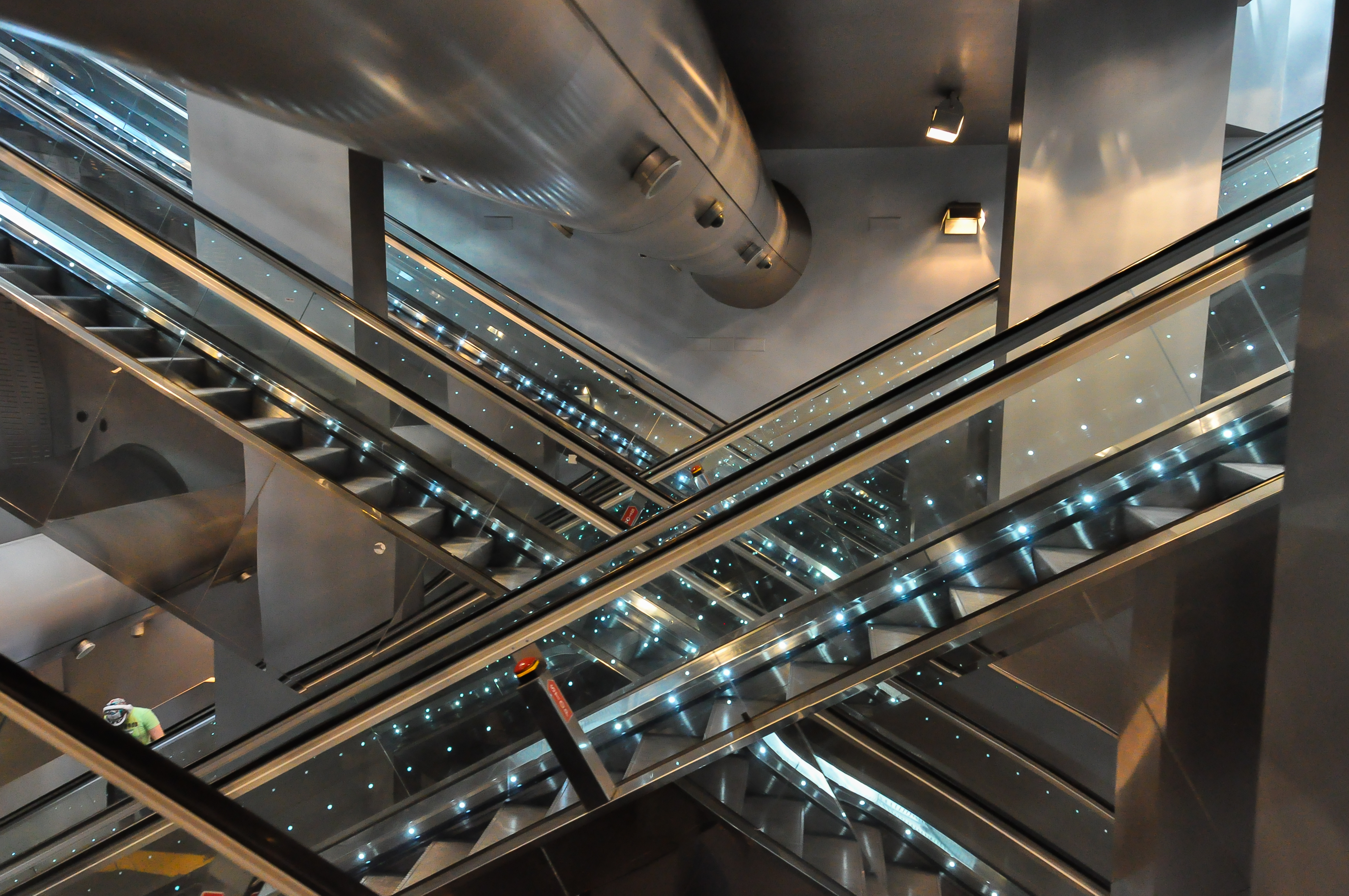
Escalators de la station Garibaldi.
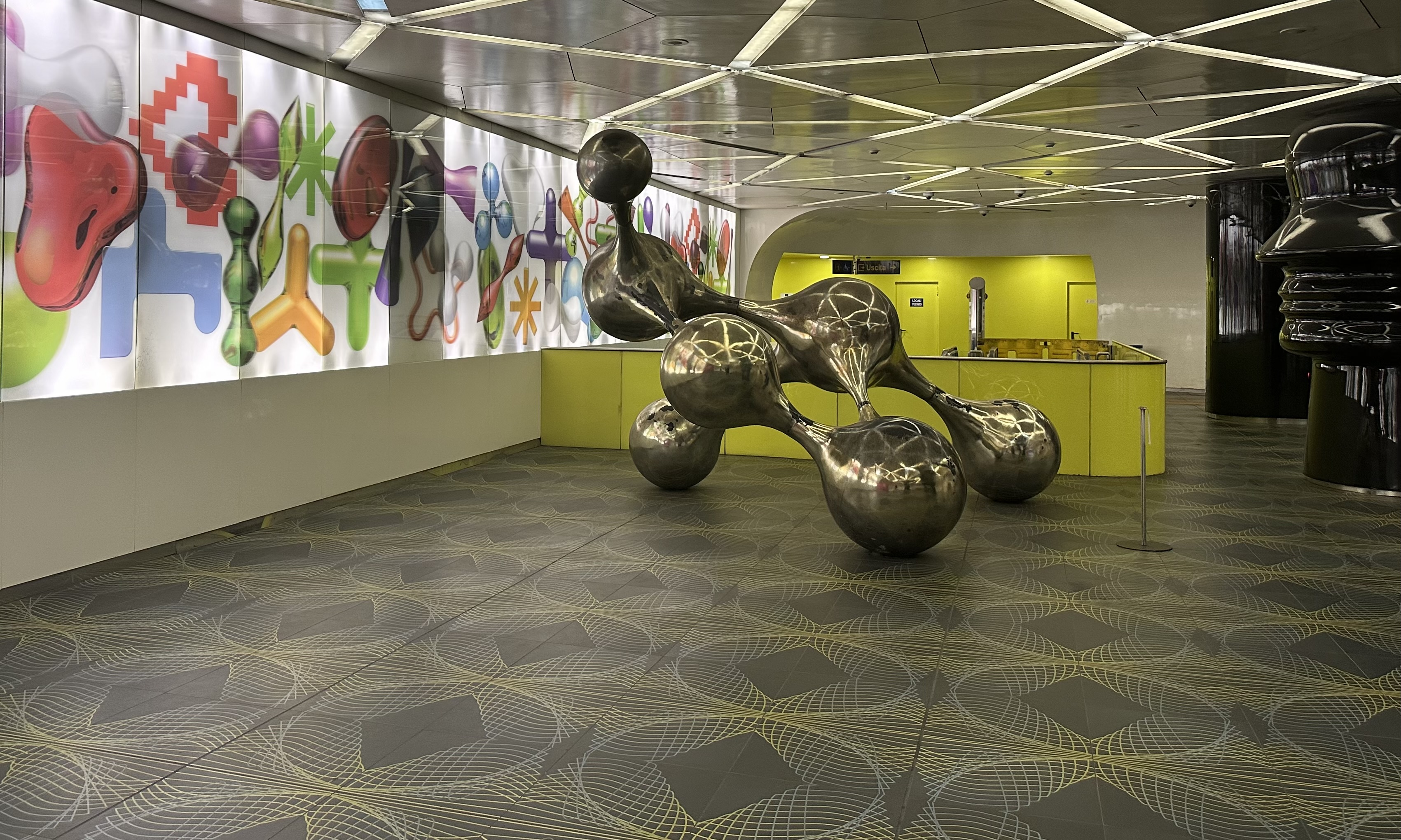
Sculpture Synapsi à la station Università.
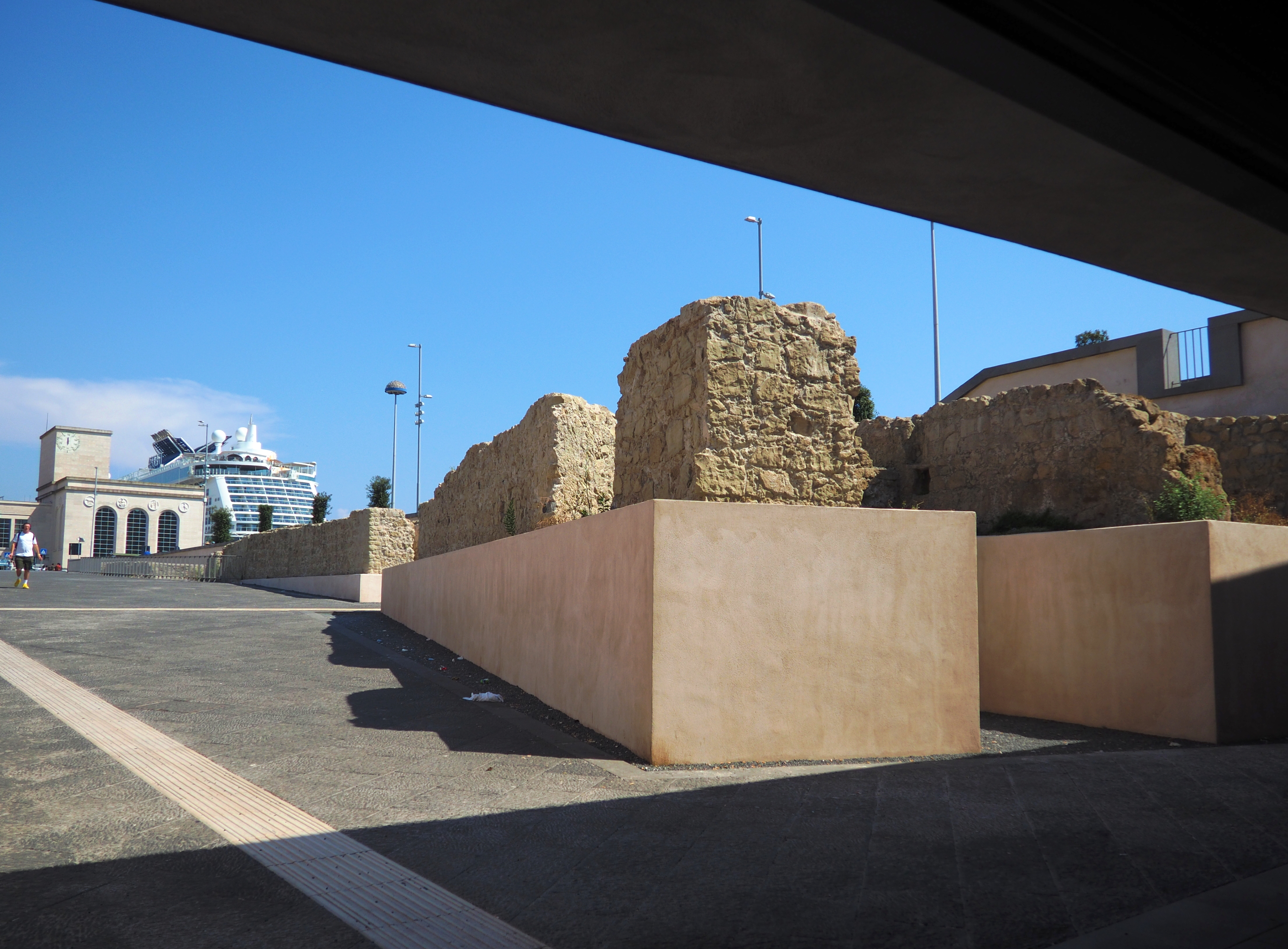
Port de Naples vu depuis la sortie de la station Municipio, avec vue sur les restes des murs du port antique.
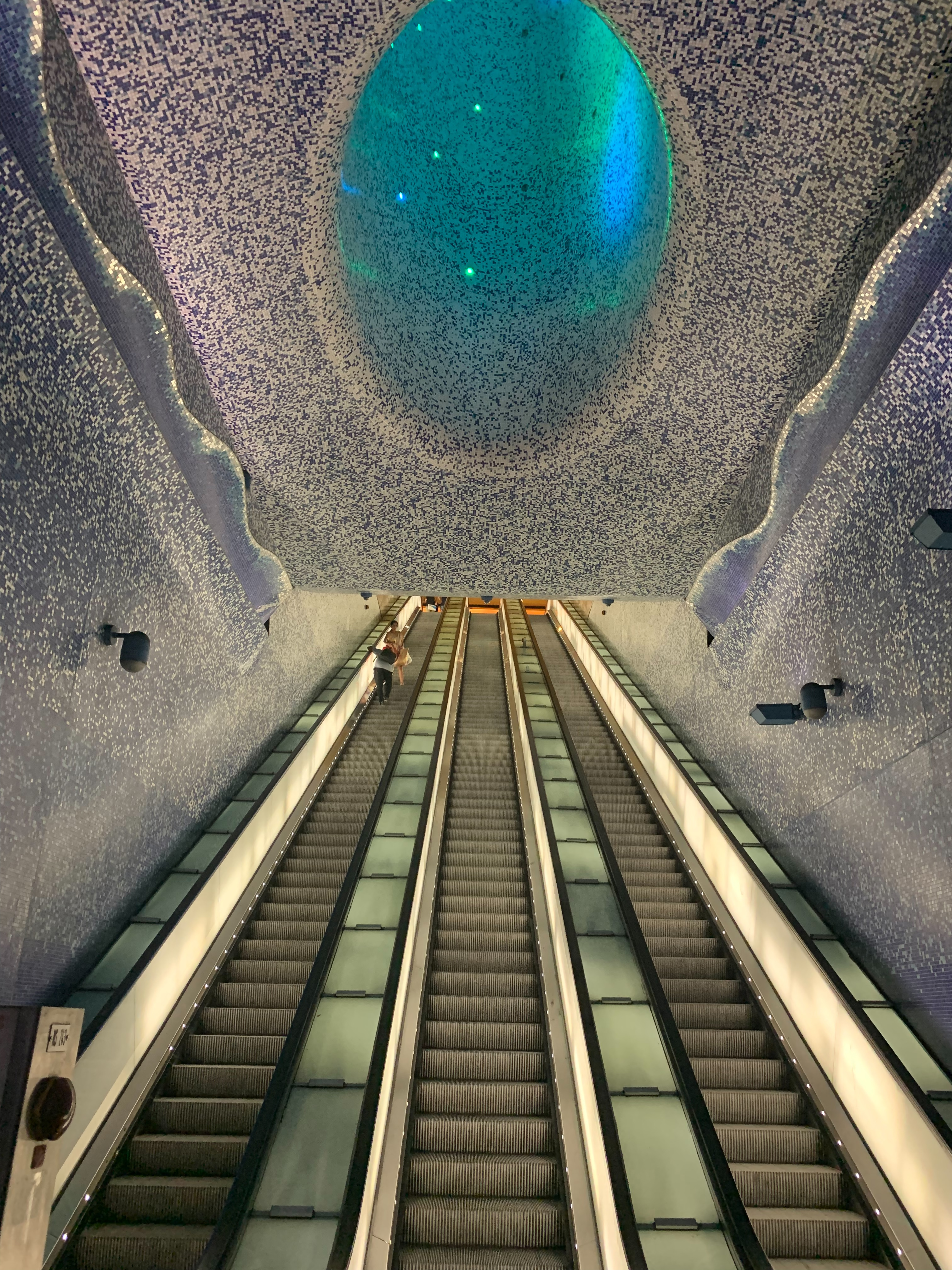
Le Crater de luz d'Òscar Tusquets à la station Toledo.
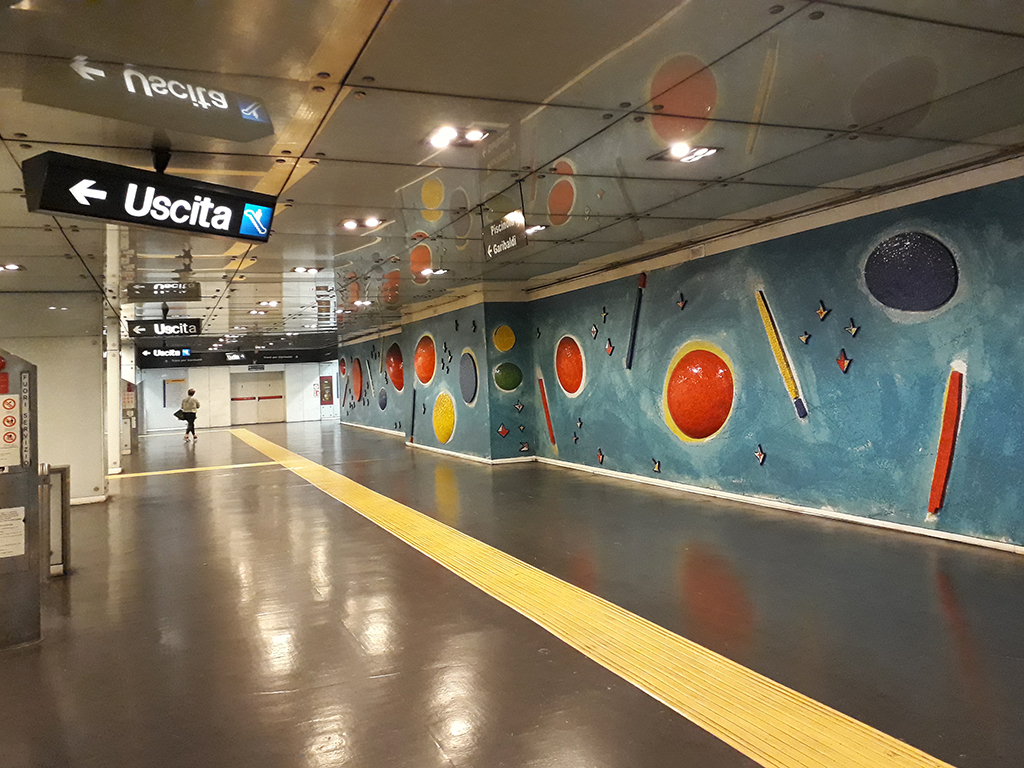
Le mosaïque Universo senza bombe, regno dei fiori. 7 angeli rossi de Nicola De Maria dans le hall de la station Dante.
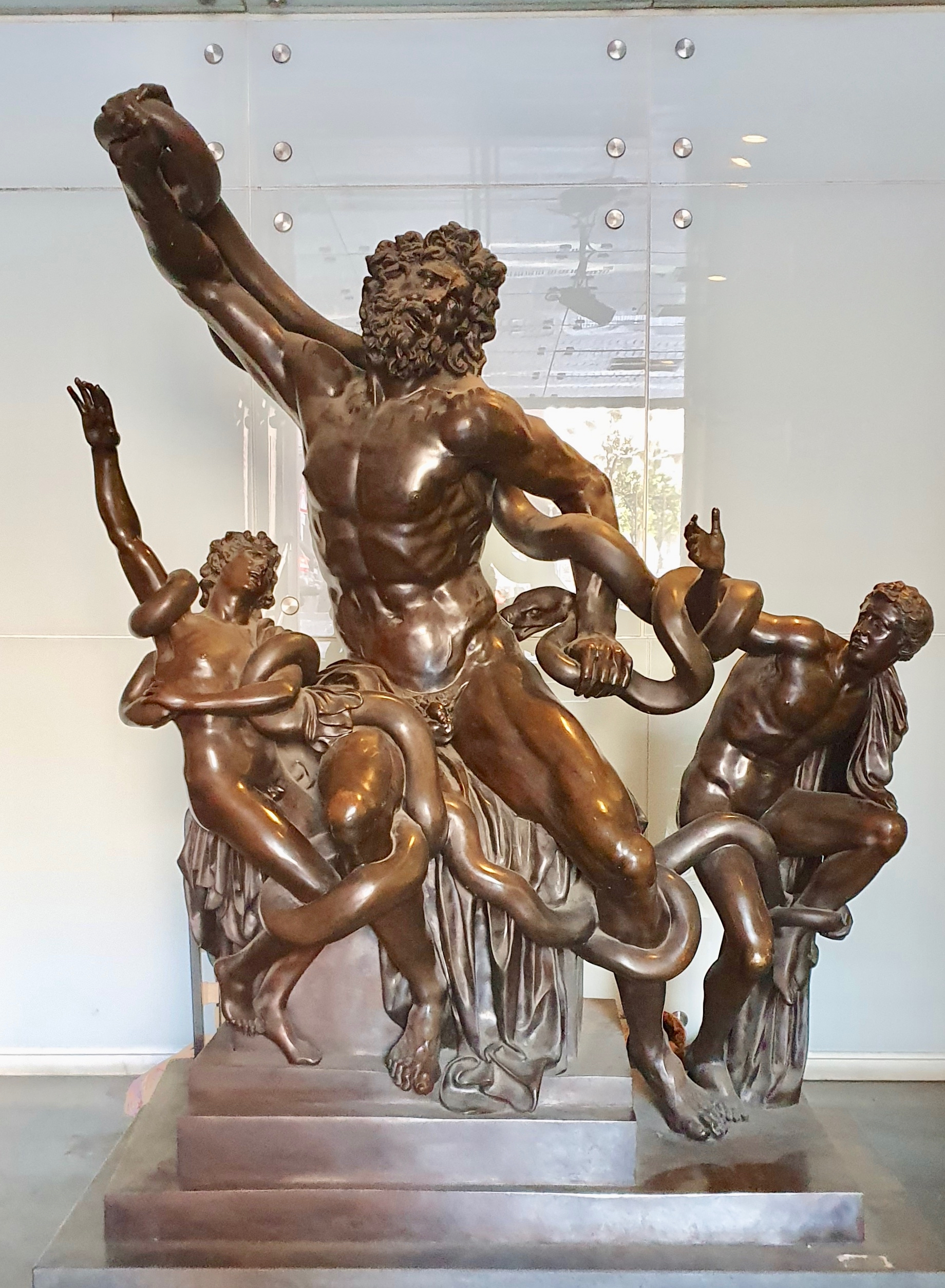
Statues à l'entrée de la station Museo.

La ligne 1 est connue pour ses « stations d'art », qui se distinguent par la présence d'un important patrimoine artistique. Ces stations sont caractérisées par l'intégration d'œuvres d'art contemporain et d'installations réalisées par des artistes de renommée internationale. Cette initiative fait de chaque station un point d'intérêt culturel, en plus d'être un nœud de transport,.
La station Garibaldi de la ligne 1 du métro de Naples, conçue par l'architecte français Dominique Perrault, est un exemple significatif d'architecture moderne et fonctionnelle. Desservant la zone ferroviaire de la ville ainsi que les quartiers Duchesca et Vasto, la station est caractérisée par un grand auvent métallique en téflon perforé qui offre de l'ombre à la place souterraine située en dessous, où de nombreuses activités commerciales sont prévues. L'intérieur de la station est dominé par l'utilisation de l'acier satiné et brillant, avec des détails orange vif qui créent un environnement lumineux grâce à la couverture en verre transparent permettant à la lumière naturelle d'atteindre presque le niveau des quais, situés à environ 40 mètres de profondeur. Deux grandes œuvres de Michelangelo Pistoletto, intitulées « Stazione », sont installées près des dernières rampes d'escaliers mécaniques. Ces œuvres présentent des panneaux en acier réfléchissant avec des photographies sérigraphiées de passagers, mélangeant images statiques et réfléchies pour un effet dynamique et interactif.
La station Università, conçue par Karim Rashid et Alessandro Mendini et inaugurée le 26 mars 2011, est un hommage à l'ère numérique et à l'information. Colorée et éclectique, la station utilise des matériaux tels que le Corian et l'acier réfléchissant, et présente un contraste chromatique marqué entre le rose fuchsia et le lime, guidant visuellement les passagers. De nombreuses œuvres d'art décorent la station, comme les colonnes Conversational profile, la boîte lumineuse Ikon, et la sculpture Synapsi, qui symbolisent la communication et l'intelligence humaine.
La station Municipio, conçue par Álvaro Siza et Eduardo Souto de Moura, est particulièrement significative pour les nombreux artefacts historiques et archéologiques découverts lors des fouilles. Ces artefacts, y compris les restes de l'ancien port de Neapolis et des fortifications du Maschio Angioino, ont été intégrés à la structure de la station, la transformant en un musée en plus d'être un nœud de transport.
La station Toledo, conçue par Óscar Tusquets Blanca et inaugurée le 17 septembre 2012, est conçue pour évoquer un voyage sous-marin. Le design de la station, qui s'étend jusqu'à environ 50 mètres de profondeur, inclut des éléments comme le Crater de luz, un grand cône qui traverse tous les niveaux de la station, et des installations artistiques comme Relative light de Robert Wilson et By the sea... you and me, qui recréent un environnement marin.
La station Dante, conçue par Gae Aulenti et inaugurée le 27 mars 2002, se trouve sous la place du même nom et conserve l'aménagement du XVIIIe siècle de la zone. Les intérieurs de la station présentent des œuvres d'artistes contemporains tels que Carlo Alfano, Joseph Kosuth, Michelangelo Pistoletto, et Jannis Kounellis. La station est un exemple de la manière dont l'art peut s'intégrer parfaitement à l'architecture et au design urbain.
La station Museo, inaugurée en 2001, relie la ligne 1 au Musée archéologique national de Naples par un corridor mobile. Conçue également par Gae Aulenti, la station présente des reproductions d'importantes œuvres d'art classique et des photographies qui anticipent les trésors du musée voisin.
Enfin, la station Materdei, conçue par Alessandro Mendini et ouverte en 2003, se distingue par une entrée revêtue de mosaïques, une grande étoile jaune et verte, ainsi que des œuvres d'art contemporain qui enrichissent l'expérience des voyageurs avec des couleurs vives et des formes géométriques.

### Restes et découvertes archéologiques trouvées

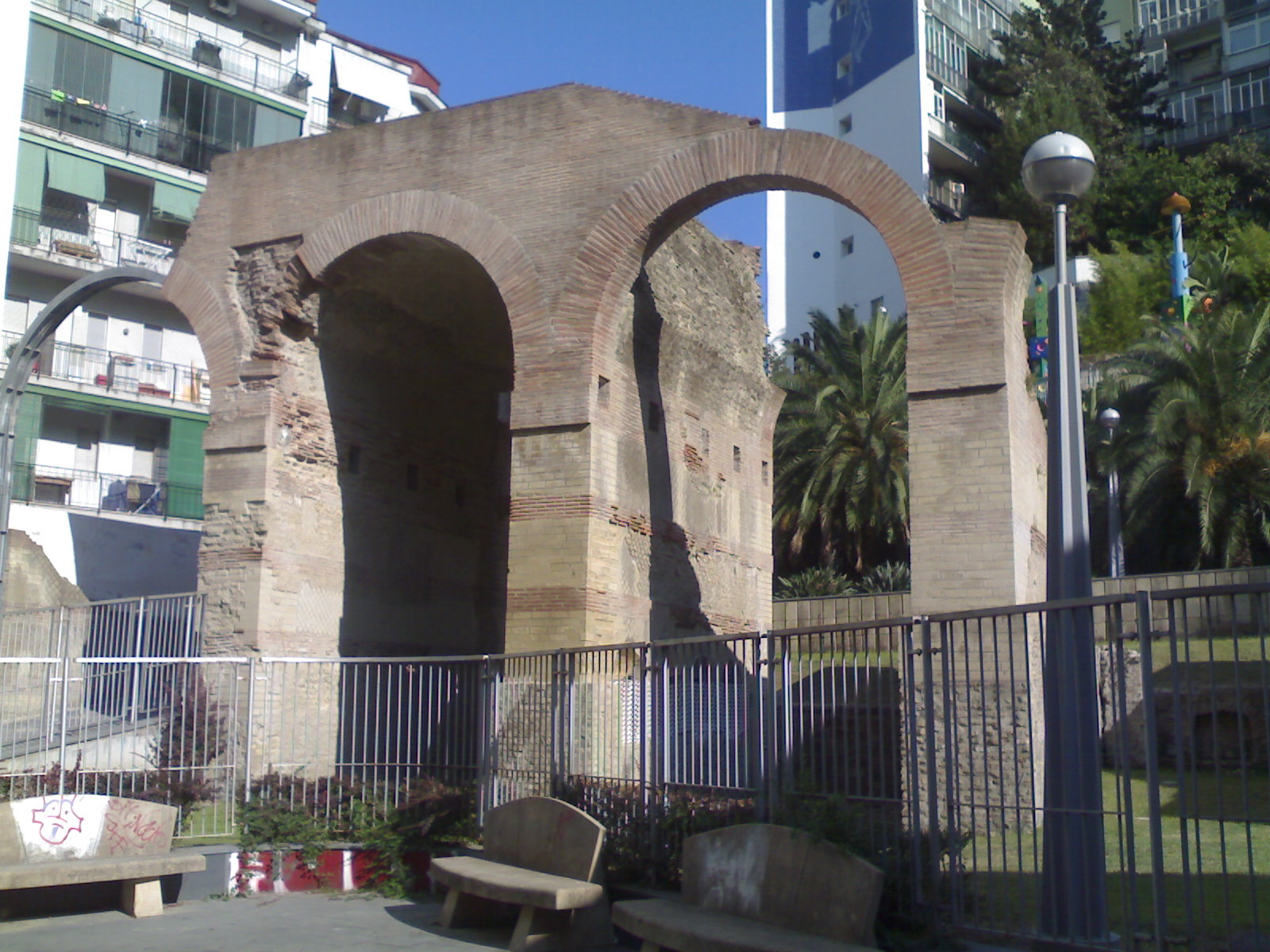
Les arcades du pont romain de la via Salvator Rosa.
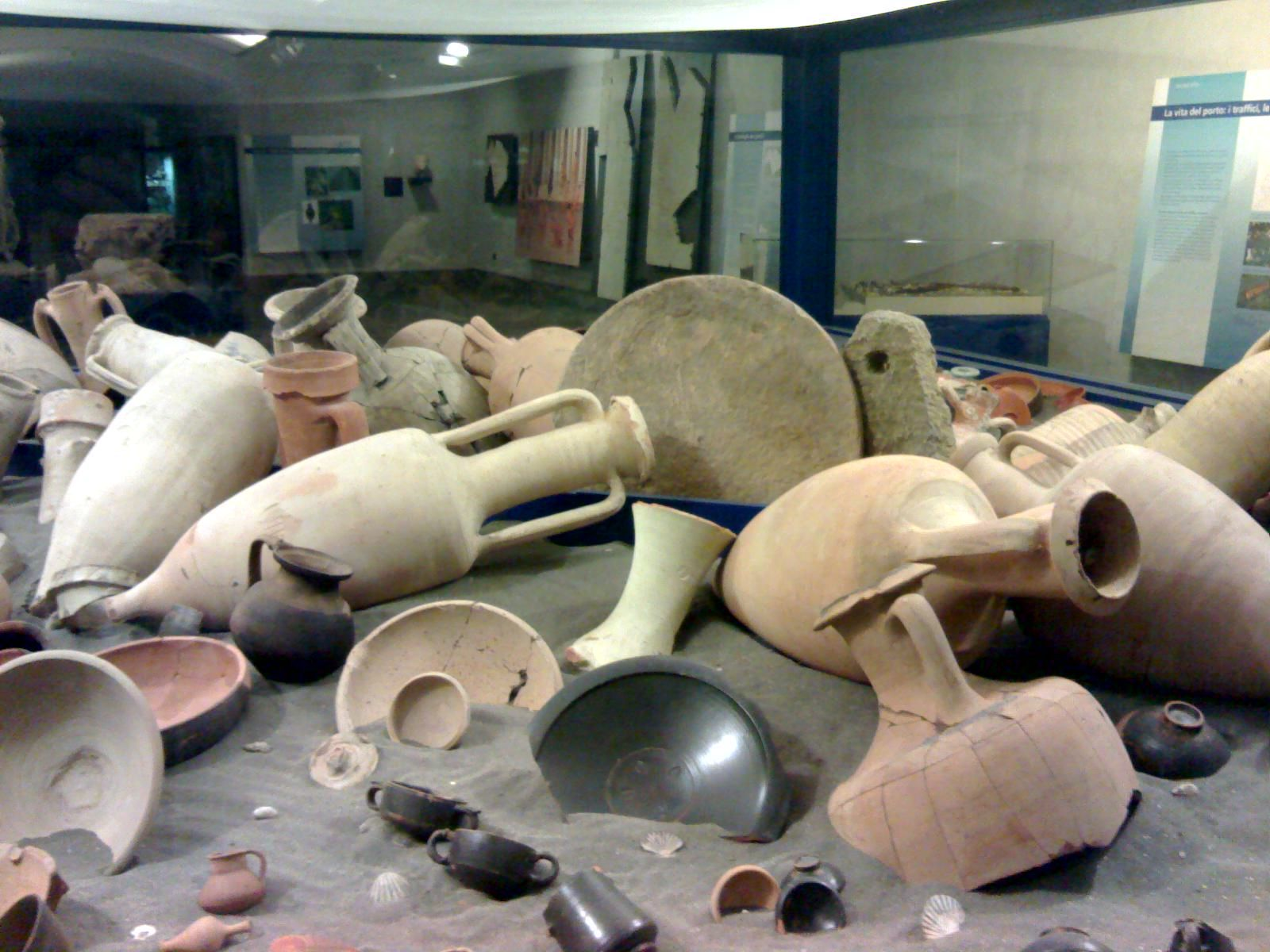
Amphores découvertes lors des fouilles de la station Municipio
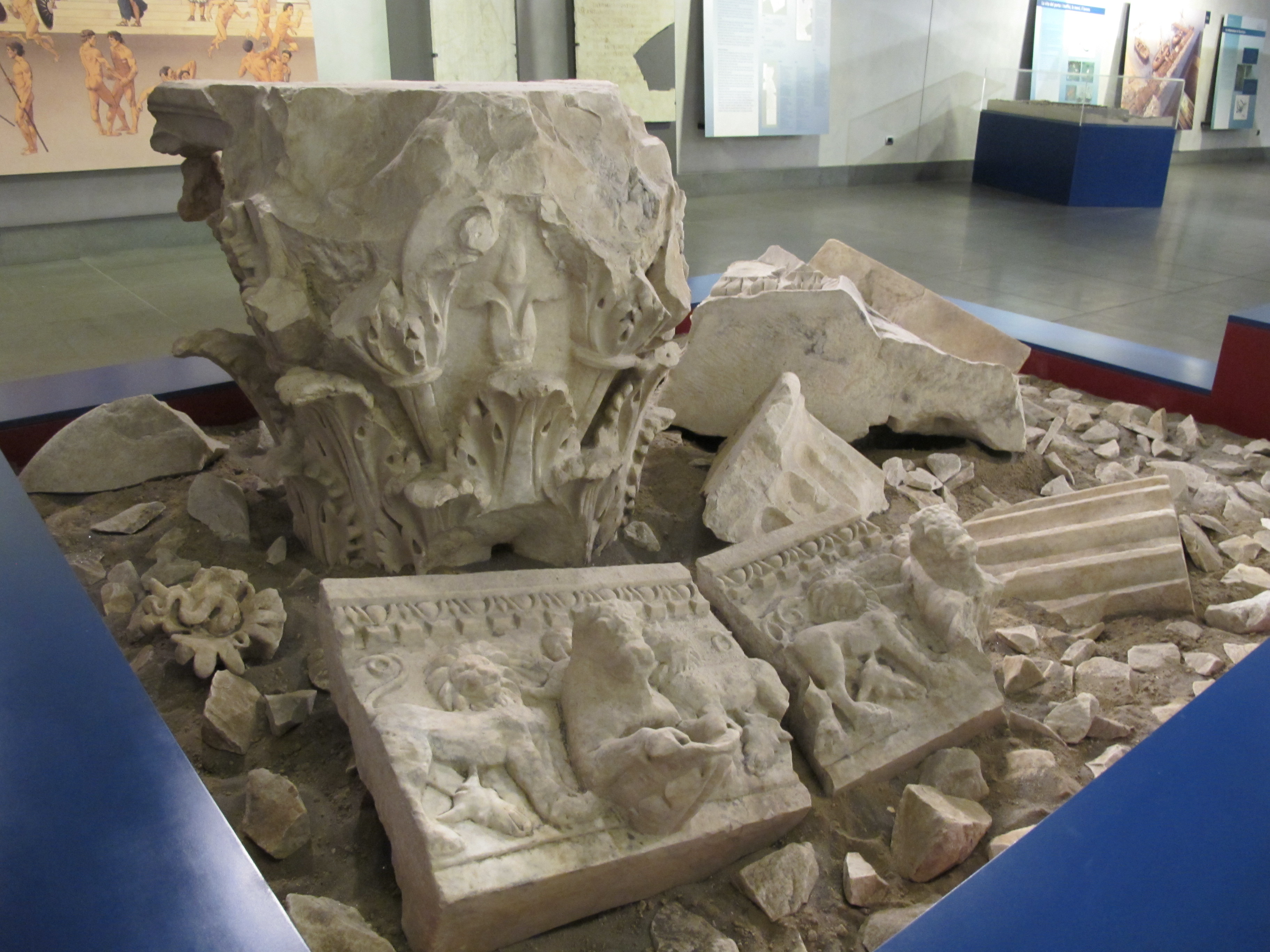
Blocs de marbre découverts lors des fouilles de la station Università.
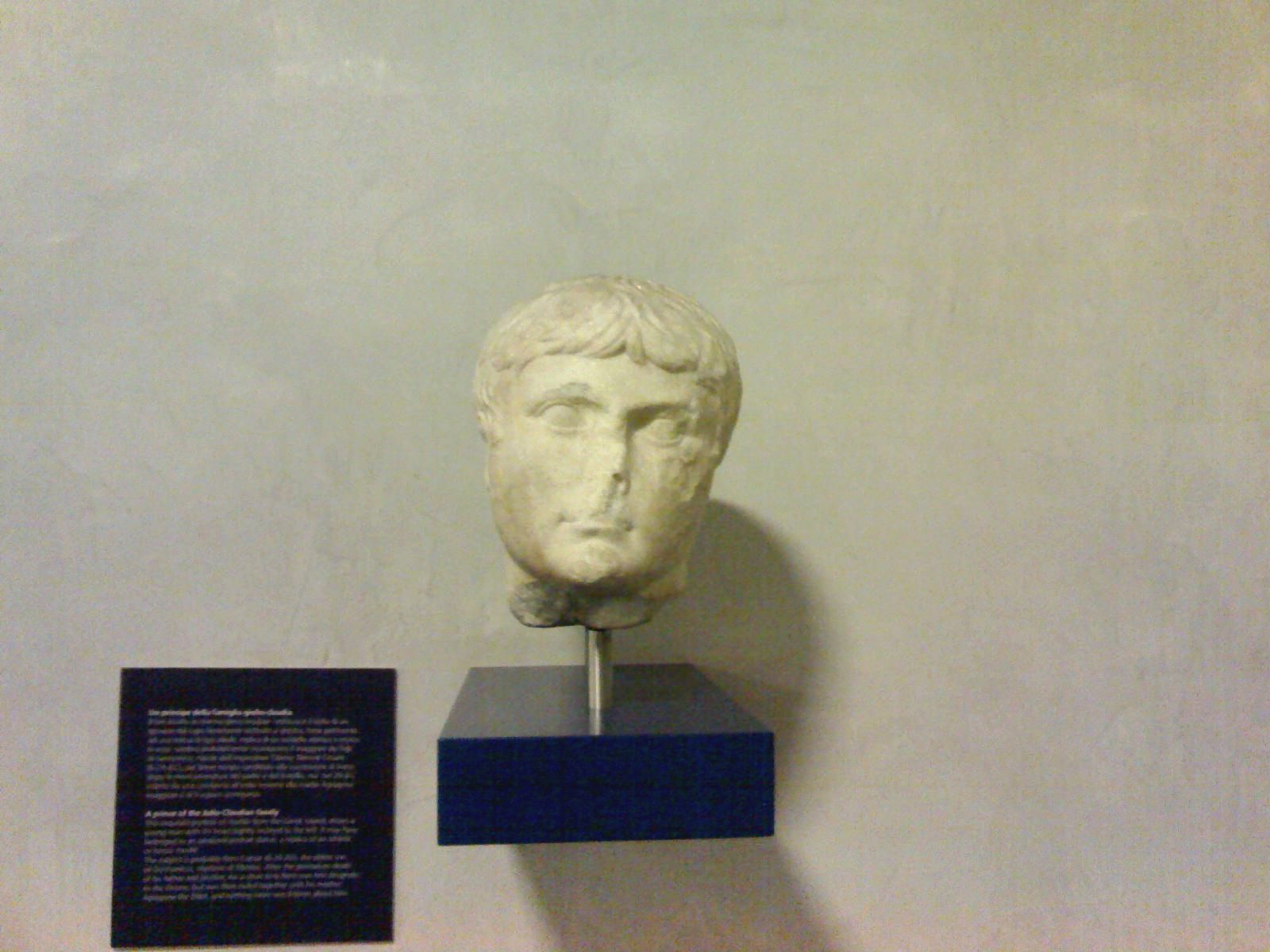
Tête en marbre représentant probablement Nero Iulius Caesar trouvée près de la station Duomo.

Lors des fouilles pour la construction du métro de Naples, de nombreux artefacts archéologiques ont été découverts, couvrant diverses périodes historiques de la ville de Naples. Ces découvertes, allant de la période préhistorique à l'époque aragonaise, ont été exposées à la station Neapolis, un petit espace muséal intégré au Musée Archéologique National de Naples.
Les principales fouilles se sont concentrées dans les stations du sud de la ligne, en particulier à Toledo, Municipio, Università et Duomo. Par exemple, à la station Toledo, des artefacts allant de la préhistoire à l'époque byzantino-aragonaise ont été découverts, notamment des fragments de fortifications et un sol paléolithique avec des traces de labour datant du Néolithique.
À Piazza Municipio, les fouilles ont mis au jour un ancien port romain, avec des épaves de navires, des amphores, des pièces de monnaiem et d'autres objets attestant de l'importance et de l'activité commerciale du port de l'ancienne Neapolis. La découverte de bateaux romains bien conservés a souligné l'importance stratégique et commerciale de Naples à l'époque romaine.
À la station Università, les travaux ont révélé les vestiges d'une fortification byzantine et des éléments architecturaux de l'époque impériale, comme un chapiteau corinthien et des plaques de marbre représentant des scènes de sacrifices et des figures de légionnaires.
La station Duomo a fait émerger de nombreux artefacts importants, dont les vestiges d'un bâtiment public de l'époque d'Auguste et une fontaine en marbre médiévale avec des graffitis. Des éléments importants du Gymnase antique ont également été retrouvés, comme des colonnes, des pavements en mosaïque et des plaques avec des inscriptions des vainqueurs des Isolympiades.
Enfin, à la station Garibaldi, les découvertes comprennent des murs romains et des restes de fondations pré-Risanamento, fournissant de nouvelles informations sur le périmètre sud-est de l'ancienne Neapolis.

## Exploitation

### Desserte
La ligne, en raison de la complexité morphologique du territoire napolitain, présente des pentes très élevées. Son tracé est également particulièrement complexe : il existe un segment où le métro effectue un virage très serré et très pentu, ainsi qu'une section où il passe par le même point qu’auparavant, mais à une profondeur différente (c’est le segment en "spirale" visible sur les plans de la ligne).
La ligne en service mesure 18,8 km (elle atteindra environ 25 km une fois achevée) et comprend dix-neuf stations. L'écartement est standard, soit 1 435 mm.
La ligne est entièrement souterraine, à l'exception de la section Piscinola-Colli Aminei, qui est construite sur un viaduc,. La traction est électrique, en courant continu, avec une alimentation par ligne aérienne de 1 500 V.

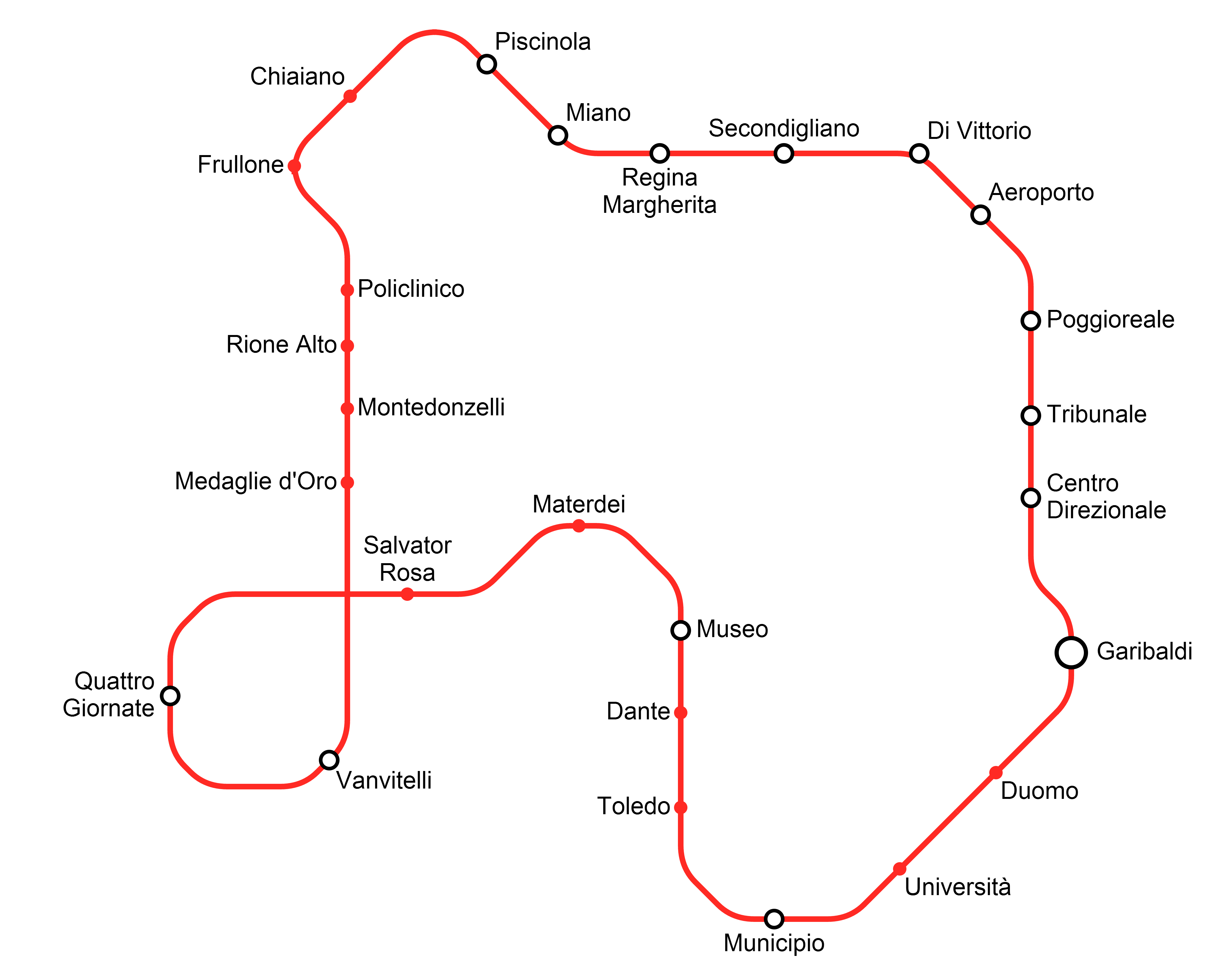
Carte de la ligne 1 à son achèvement.

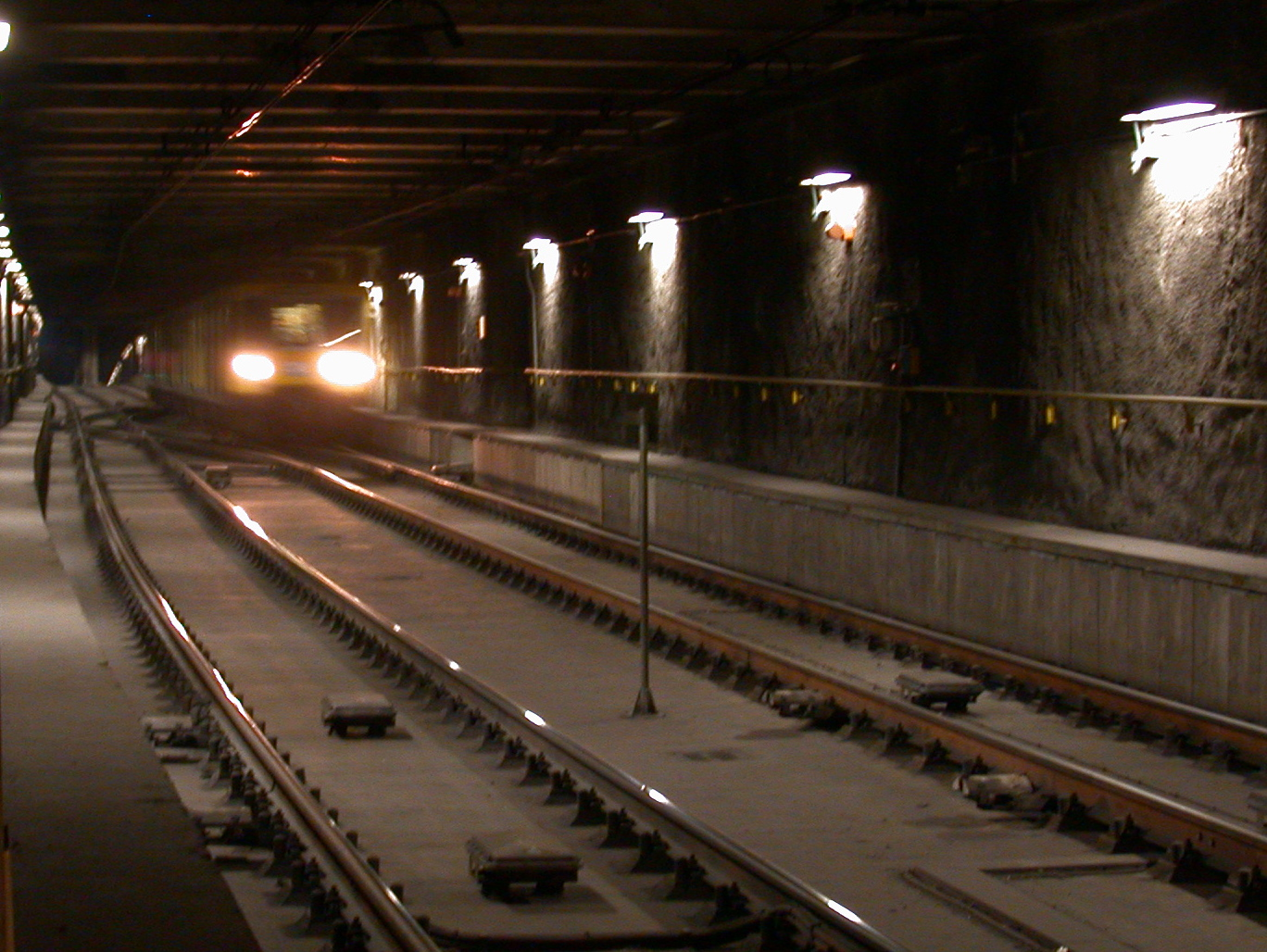
Vue d'une galerie de la ligne (section Vanvitelli-Medaglie d'Oro).

Chaque station est équipée de deux quais, chacun desservant une direction spécifique, sauf en cas de limitations de parcours. La ligne est conçue avec deux tunnels séparés pour le passage des trains, à l'exception des sections Piscinola-Colli Aminei et Montedonzelli-Vanvitelli, où les voies sont contenues dans un seul tunnel. Presque toutes les stations disposent de quais latéraux, sauf celles des tronçons Colli Aminei-Montedonzelli et Salvator Rosa-Museo, qui sont équipées de quais centraux. La station Rione Alto ainsi que les stations du tronçon Vanvitelli-Garibaldi font partie du circuit des stations d’art, où des installations artistiques sont exposées. Dans la section Piscinola-Colli Aminei, les traverses sont posées sur un ballast de pierre concassée, tandis que dans le reste de la ligne, elles reposent directement sur une base en béton à l’intérieur des tunnels.
La circulation des trains se fait sur la voie de gauche, comme dans tout le réseau métropolitain de Naples. En cas de nécessité, comme des pannes ou des interruptions, les trains peuvent effectuer des demi-tours dans les stations prévues à cet effet, telles que Colli Aminei, Medaglie d’Oro, Vanvitelli et Dante.
Les conditions géologiques et hydrogéologiques particulières de la ville ont fortement influencé la construction de la ligne, nécessitant l’adoption de diverses solutions d’ingénierie pour faire face aux caractéristiques du sol, qui comprend des couches de tuf et d'autres formations rocheuses typiques de la région.

### Matériel roulant
Les trains CAF Inneo sont composés de six voitures Tc-M-M-M-M-Tc, avec les voitures pilotes remorques classées R.0XX et les motrices intermédiaires classées M.0XX. Au total, 24 trains seront en service, mesurant 108 mètres de long et composés de 6 voitures, avec une capacité de 1 200 personnes.
Les 10 premiers trains CAF Inneo, pour un coût de 87,6 millions d’euros, ont été achetés en 2017 auprès de la société espagnole Construcciones y Auxiliar de Ferrocarriles (CAF). Cet achat était nécessaire en raison des longs temps d’attente, dus à un nombre insuffisant de rames par rapport à l’extension de la ligne, mais aussi à l’âge avancé des anciens trains Metronapoli M1, âgés de près de 30 ans. Par la suite, le nombre de trains a été porté à 24, grâce à un investissement supplémentaire portant le total à 192 millions d’euros. En octobre 2019, le maire Luigi de Magistris a présenté les premières images des nouveaux trains INNEO en construction dans les usines CAF de Saint-Sébastien. La première livraison a eu lieu le 9 mars 2020, au début du confinement causé par l’arrivée de la pandémie de COVID-19 en Italie. Cette situation a retardé le lancement des essais nécessaires à la mise en service des trains, qui a finalement eu lieu en juillet 2020.
Le premier train est entré en service le 18 octobre 2022 en présence du maire Gaetano Manfredi.
En décembre 2024, 14 trains CAF Inneo ont été testés et sont opérationnels. Actuellement, 9 trains sont utilisés quotidiennement sur la ligne.